# Hotel de locura
Hotel de locura es una teleserie cómica venezolana producida por Quimera Visión, para ser transmitida por la Cadena pública, Tves (Televisora Venezolana Social).

## Producción
Se trata de una producción nacional independiente dirigida por Henry Galué y grabada en Estado Anzoátegui, al este de Venezuela,  Fue estrenada en noviembre de 2011.
Entre su elenco se encuentran figuras como Joselo Díaz, Simón Pestana, Henry Galué, Jessika Jardín, William Colmenares y Ana Karina Casanova.

## Sinopsis
Narra la historia de comedia de Valentino, interpretado por Simón Pestana, es un incorregible mujeriego y ludópata empedernido que debe enfrentar sus debilidades para conservar el Hotel Playa Bonita, asignado por legado testamentario de su tío don César.

## Integrantes
- Ana Karina Casanova
- Simón Pestana
- Henry Galué
- Argenis Rea
- Antonio Bravo Galué
- Oscar Gabriel Pedroza
- William Colmenarez
- Alejandro Corona
- Augusto Galindez
- Fernando Villate
- Gabriela Rodríguez
- Jessica Jardín
- Yulika Krausz